# Autovía del Norte
A Via Rápida do Norte (Autovía del Norte), também conhecida como A-1, é uma das seis vias rápidas radiais da Espanha. Na Rede de Estradas Europeias, tem a denominação de E-05 e é a linha que termina no País Basco. Sua distância total é de 366km.
O caminho percorrido pela A-1 é um dos mais transitados do país e é um dos principais eixos que ligam o norte ao sul da Espanha. Devido a isso, boa parte do tráfego procedente da Europa ocidental passa por essa via.

## Características
A A-1 têm troços construídos: o troço Madrid - Burgos (A-62) e o troço Armiñón (AP-68) - San Sebastián (AP-8).
O primeiro troço que abriu ao tráfego da A-1 foi de Madrid a Venturada e mais tarde de Venturada a Santo Tomé del Puerto. Posteriormente se construiu de Santo Tomé a Aranda de Duero (Burgos), e de Lerma a Burgos. O primeiro troço da A-1 acaba no lanço 235 da A-1, na união com a A-62. A partir de Burgos, com intuito de ir para Vitória é previsto tomar a Estrada Nacional N-I ou a AP-1.
Entre Burgos e Armiñón não existe via rápida; a A-1 passa a ser a AP-1. A A-1 retorna em Armiñón, iniciando-se o segundo troço da A-1 em serviço. No ano 2003 se inaugurou o troço de Vitória a Alsasua (Navarra) e daí a Idiazabal, pelo porto de Echegárate. O seguinte troço chega de Idiazabal até San Sebastián, onde termina a A-1 com a AP-8. Por último, desde San Sebastián até Irún a A-1 é a Estrada Nacional N-I.
Têm 137 lenços e entre eles 117 são totais e 20 parciais.